# Везикоуретерични спој
Везикоуретерични спој (ВУС), такође познат као уретеровезикални спој  (УВС) је крајњи део уретера (мокраћовода) , на месту на коме се она повезује са мокраћном бешиком. Ова мала конвексно испуњена структура на површини  мокраћне бешике омогући несметан пролаз мокраће из уретера у мокраћну бешику и спречава рефлукс (враћање) мокраће у уретер из мокраћне бешике, како током пуњења, тако и током пражњења мокраћне бешике.

## Терминологија
Иако се везикоуретерични спој најлешће тако назива,  неки анатоми, радиолози и други клиничари инсистирају да је уретеровезикални спој исправнији. Ово произилази из идеје да спојеви у анатомији генерално користе проксималну компоненту спојних делова као први део речи, а дисталнији део као други део речи, нпр. метакарпофалангеални, а не фалангеометакарпални и илеоцекални залистак, не цекоилеални.
Иако се ВУС понекад сматра синоним за отвор уретера  (ОУ),  у зависности од контекста, везикоуретерични спој може укључивати малу количину најдисталнијег уретера, док је ОУ ограничен само на отвор из уретера у мокраћну бешику.

## Анатомија
ВУС се може препознати као мала конвексна, испупчена структура на површини слузокоже мокраћне бешике. Везикоуретерични спој се убацује под углом у тригон мокраћне бешике. Ова конфигурација затвара отвор уретера док се бешика шири. Ако дође до промене угла, то може довести до везикоуретерног рефлукса.
Многи постојећи морфолошки концепти конфигурације везикоуретеричног споја који објашњавају механизме који спречавају рефлукс у мокраћовод и бубрег су непотпуни. Везикоуретеричног споја  представља гранични део између ниског притиска у горњим уринарним путевима и веома варијабилних захтева доњег уринарног тракта. Механизам покретљивости уретера као и свеобухватна физиологија нормалног механизма вентила везикоуретеричног споја је детаљно испитан. Упркос томе, клиничка и анатомска литература не нуди компромис о топографији и расту интравезикалног уретера код фетуса.

## Ембриологија
Утврђено је да се уретер спаја са урогениталним синусом до 37. дана феталног развоја. Пупољак уретера евагинира из метанефричног (Волфовог) канала. С друге стране, постоји врло мало података и разумевања о накнадном каудалном расту, иако је овај регион најважнији и кључан за механизам против рефлукса. 
Chwalla-ева мембрана је танка мембрана између уретерног пупољка и урогениталног синуса. Она мора да се раствори/пукне током ембрионалног развоја да би се формирао отворени везикоуретерични спој. Ако ова мембрана не пукне, долази до уретерокеле,  цистичне дилатација или округло проширење субмукозног интравезикалног или завршног дела уретера који лежи између слузнокоже тригонума и детрусора и стрчи у лумен мокраћне бешике.

## Функција
Функција ВУС је да омогући несметан антеградни пролаз болуса урина из уретера у мокраћну бешику и да спречи рефлукс мокраће у уретер из мокраћне бешике, како током нормалног пуњења, тако и током пражњења бешике.

## Повезана патологија
Детаљна анатомија и природа анти-рефлуксног механизма људског везикоуретеричног споја су још увек непознати и контроверзни. ВУС се традиционално сматра пасивним вентилом; међутим, у последње време све је више доказа који подржавају теорију функционално активног неуро-мишићног сфинктера присутног на ВУС. 
Као последица развојних аномалија ВУС може се јавити:
- уретерокела
- камен у уретеру (везикоуретерични спој је уобичајена локација на којој се камен у уретеру ствара или задржава)
- везикоуретерни рефлукс (ВУР)